# Bruna Cusí
Bruna Cusí Echaniz (Barcelona, 17 de septiembre de 1986) es una actriz española de teatro, televisión y cine conocida por el papel de Trini Milmany en la película Incierta gloria (2017) y de Marga en Verano 1993 (2017), seleccionada para representar a España en los Premios Óscar y por la que se alzó como ganadora del Premio Goya a la mejor actriz revelación.

## Biografía
Nació en Barcelona (España) el 17 de septiembre de 1986, siendo hija del también actor Enric Cusí. Estudió teatro en el Colegio del Teatro y Eòlia (2006) y posteriormente en el Instituto de Teatro de Barcelona con profesores como Alfred Cases, Roberto Romei y Lluís Graells. Se licenció en Arte Dramático en 2010. Viajó a Italia para profundizar en la Comedia del Arte con Antonio Fava, y conoció el Theatre du Mouvement con Yves Marc (2010).

## Trayectoria profesional
Debutó en el mundo de la interpretación siendo una adolescente en series como El cor de la ciutat y Psico-express de Dagoll Dagom. De 2011 a 2013 participó en la serie de televisión Pulseras rojas interpretando el personaje de Gavina. En 2015 rodó su primer largometraje con Raimon Fransoy y Xavier Puig, Andara, ópera prima de los directores rodada en el nordeste de Irlanda en el que interpretó su primer papel protagonista. En 2016 participó en la serie Cites. También ha participado en casi veinte obras de teatro.
Conoció a Agustí Villaronga en un taller de cine en 2013 y marcó su carrera de actriz. Villaronga le llamó para interpretar el papel de Trini en Incierta gloria, una película sobre la guerra civil española. Posteriormente rodó Estiu 1993, la ópera prima de Carla Simón, con el papel de Marga. En febrero de 2018 logró el premio Goya como mejor actriz revelación por su papel en Estiu 1993.
En 2019 participó en el rodaje de la serie internacional The Alienist (The Angel of Darkness) de Netflix y TNT en el papel de Señora Linares, junto a Daniel Brühl, Dakota Fanning, Luke Evans y Diego Martín. El estreno en TNT fue el 26 de julio de 2020.

## Filmografía

### Cine
| Año  | Título original              | Personaje     | Director                                 |
| ---- | ---------------------------- | ------------- | ---------------------------------------- |
| 2017 | Verano 1993                  | Marga         | Carla Simón                              |
| 2017 | Incierta gloria              | Trini Milmany | Agustí Villaronga                        |
| 2018 | Desaparecer                  | Hermana Oriol | Josecho de Linares                       |
| 2018 | Escapada                     | Elena         | Sarah Hirtt                              |
| 2019 | Ardara                       | Bruna Casas   | Raimon Fransoy y Xavier Puig             |
| 2019 | La reina de los lagartos     | Berta         | Juan González y Nando Martínez           |
| 2020 | Hogar                        | Lara          | David Pastor y Álex Pastor               |
| 2020 | La vampira de Barcelona      | Amèlia        | Lluís Danés                              |
| 2021 | Mía y Moi                    | Mía           | Borja de la Vega                         |
| 2021 | El sustituto                 | Raquel        | Óscar Aibar                              |
| 2023 | Upon Entry (La Llegada)      | Elena Pàmies  | Alejandro Rojas y Juan Sebastián Vásquez |
| 2023 | El fantástico caso del Golem | Clara         | Burnin' Percebes                         |
| 2024 | La estrella azul             | Ana           | Javier Macipe                            |

### Televisión
| Año         | Título original                 | Cadena                  | Personaje          | Notas                  |
| ----------- | ------------------------------- | ----------------------- | ------------------ | ---------------------- |
| 2002        | Psico-express                   | TV3                     | Estudiante         | 1 episodio             |
| 2011 - 2013 | Pulseras rojas                  | TV3                     | Gavina             | Reparto, 8 episodios   |
| 2016        | Cites                           | TV3                     | Alicia             | 1 episodio             |
| 2017        | Merlí                           | TV3                     | Mel                | 1 episodio             |
| 2018        | El día de mañana                | Movistar+               | Lali               | 2 episodios            |
| 2018        | Desayuna conmigo                | Youtube                 | Sara               | 1 episodio             |
| 2018        | La dona del segle               | TV3                     | Teresa Pou         | Telefilme              |
| 2018        | L'omissió de la família Coleman | TV3                     | Gabi               | Telefilme              |
| 2019        | Instinto                        | Movistar+               | Bárbara Robles     | Principal, 8 episodios |
| 2020        | The Alienist                    | Netflix                 | Señora Linares     | Reparto, 5 episodios   |
| 2022        | Los herederos de la tierra      | Netflix, TV3 y Antena 3 | Arsenda            | Principal, 5 episodios |
| 2022        | Fácil                           | Movistar+               | Laia Buedo Sánchez | Reparto, 6 episodios   |

## Teatro
- Life Spoiler (2017)  Dir. Marc Angelet i Alejo Levis, Sala Flyhard.
- El Llarg Dinar de Nadal (2016)  Dir. Ruta 40, Círcol Maldà (Lucía)
- Les altres mares de Kaspar Hauser (2015)  Dir. Juan Pablo Miranda, Versus Teatre
- La nostra mort de cada día (2015) Dir.  Marta Gil Polo, TNC
- El Cantador (2014) Dir. Xicu Masó, Compañía Joven del TNC (Leonor)
- El meu poble i jo (2013) Dir. Lluís Danés, TNC
- Des-hábitat  (2013) Cia. La Nevera, SalaNudo,Madrid
- Qui ha matat el nen Jesús  (2012) Dir. Pau Carrió, Teatre Lliure, Aixopluc
- Ensinistrarem els nostres fills  (2012) Dir. Marc Artigau, Teatre Lliure, Aixopluc
- Don Juan Tenorio  (2012) Dir. Joan Arquè y Enric Cusí, Cementerio Poble Nou (Doña Inés)
- L’off   (2012) Festival de nuevas tendencias, Caet
- Trifulkes de la Katalana Tribu  (2012) Dir. Pere Planella, TNC
- Més enllà de la foscor  (2012) Dir. Joan Arquè,  Sala Beckett, Sala Planeta, Teatre Aurora
- Antrophos  (2011)  Dir. Pep Pla, Teatro Alegría, Caet
- Cabaret amb gent  (2011) Dir. Guillem Albà, Teatre Neu
- Magnificat  (2010) Dir. Pasquale Bavaro,  Teatre Lliure/Espai Brossa
- Les perles als porcs  (2009) Dir. Pasquale Bavaro, Teatro del Raval
- Minimmal (2009)  Dir. Alfred Cases, Festival de Cos de Reus

## Premios y nominaciones
| Año  | Premio                                     | Categoría                     | Película                | Resultado |
| ---- | ------------------------------------------ | ----------------------------- | ----------------------- | --------- |
| 2018 | Premios Goya                               | Mejor actriz revelación       | Verano 1993             | Ganadora  |
| 2018 | Premios Gaudí                              | Mejor actriz secundaria       | Verano 1993             | Ganadora  |
| 2018 | 73.ª edición de las Medallas CEC           | Actriz revelación             | Verano 1993             | Nominada  |
| 2018 | Premios Cinematográficos José María Forqué | Mejor interpretación femenina | Verano 1993             | Nominada  |
| 2018 | Premios Gaudí                              | Mejor actriz secundaria       | Incierta gloria         | Nominada  |
| 2021 | Premios Gaudí                              | Mejor actriz secundaria       | La vampira de Barcelona | Nominada  |
| 2025 | 80.ª edición de las Medallas CEC           | Mejor actriz secundaria       | La estrella azul        | Nominada  |